# Il'ja Rosljakov
Il'ja Sergeevič Rosljakov (in russo Илья Сергеевич Росляков?; Murmansk, 18 febbraio 1983) è un ex saltatore con gli sci russo.
Nelle liste FIS è registrato come Ilja Rosliakov.

## Biografia
In Coppa del Mondo esordì il 21 dicembre 2002 a Engelberg (49°) e ottenne il primo podio il 15 febbraio 2009 a Oberstdorf (2°).
In carriera prese parte a un'edizione dei Giochi olimpici invernali, Vancouver 2010 (45° nel trampolino normale, 44° nel trampolino lungo, 10° nella gara a squadre) e a cinque dei Campionati mondiali (6° nella gara a squadre a Sapporo 2007 il miglior risultato).

## Palmarès

### Coppa del Mondo
- Miglior piazzamento in classifica generale: 38º nel 2009
- 2 podi (entrambi a squadre):
  - 1 secondo posto
  - 1 terzo posto